# Las Carreras
Las Carreras es una localidad y municipio de Bolivia en la provincia de Sud Cinti del departamento de Chuquisaca al sur del país. En cuanto a distancia, Las Carreras se encuentra a 250 km de Potosí y a 112 km de Tarija. La localidad forma parte de la Ruta Nacional 1 de Bolivia.  
Según el último censo de 2012 realizado por el Instituto Nacional de Estadística de Bolivia (INE), la localidad cuenta con una población de 765 habitantes y está situada a 2327 metros sobre el nivel del mar.
Fue creado como municipio el 15 de febrero de 1993.
Las Carreras forma parte del cañón Cinteño, caracterizado por la producción de hortalizas y variedades de uva. Es uno de los municipios del departamento que aún mantiene las tradiciones vitivinícolas antiguas, donde se producen los mejores vinos criollos del departamento y entre los mejores del país.

## Demografía
De acuerdo con el censo boliviano de 2024, la población del municipio de Las Carreras es de 5 007 habitantes.
La población aumentó a la mitad entre 1992 y 2024, mientras que la población de la localidad ha aumentado en un 70% entre 1992 y 2012:
| Año  | Habitantes (municipio) | Habitantes (localidad) | Fuente |
| ---- | ---------------------- | ---------------------- | ------ |
| 1992 | 3 336                  | 422                    | Censo  |
| 2001 | 3 556                  | 600                    | Censo  |
| 2012 | 4 032                  | 765                    | Censo  |
| 2024 | 5 007                  |                        | Censo  |

## Transporte
Las Carreras se ubica a 417 km por carretera al sur de Sucre, la capital de Bolivia, y a 111 km al noroeste de Tarija, la capital del departamento vecino.
La ruta nacional Ruta 1 de 1.215 kilómetros de largo atraviesa Las Carreras y va desde la frontera con Perú en el lago Titicaca en el norte a través de El Alto, Oruro, Potosí, Camargo, Las Carreras y Tarija hasta Bermejo en la frontera con Argentina en el sur.
En el tramo de Sucre a Camargo, el camino está asfaltado hasta 20 kilómetros al norte de Camargo, así como todo el trayecto desde Camargo vía Villa Abecia - Las Carreras - El Puente hasta el túnel, unos 25 kilómetros antes de Tarija.
Directamente al sur de Las Carreras comienza la ruta nacional Ruta 20, que conduce al oeste pasando Impora y a una altitud de paso de 4.300 m s. n. m. pasa la Cordillera de Mochara antes de encontrarse con la Ruta 14 después de 81 kilómetros en el pueblo de Hornillos, que recorre desde Tupiza hacia Potosí.